# SESAME (Synchrotron)

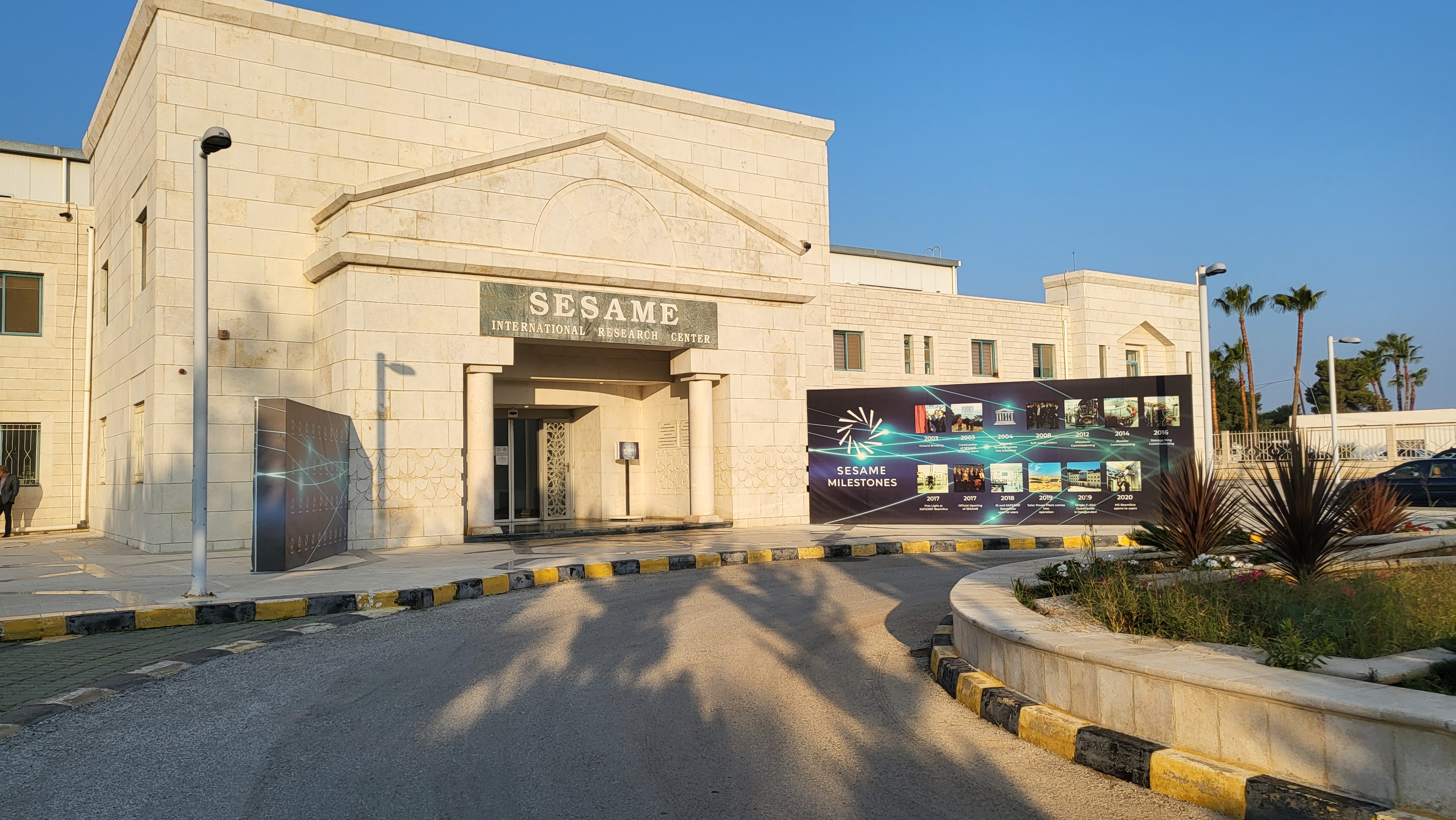
Haupteingang zu SESAME (2022)

Das Synchrotron-light for Experimental Science and Applications in the Middle East (SESAME) ist ein Synchrotron in Allan im Gouvernement al-Balqa in Jordanien, das unter anderem mit Teilen des ausgemusterten Speicherrings BESSY aufgebaut wurde. Es ist das erste Synchrotron im Nahen Osten und wurde am 16. Mai 2017 eröffnet.
Das SESAME-Projekt wurde Ende der 1990er initiiert, als feststand, dass der deutsche Speicherring BESSY I 1999 abgebaut werden sollte. Unter der Schirmherrschaft der UNESCO fanden sich mehrere Länder aus der Region Naher Osten und Mittelmeer zusammen, um den Speicherring nach einer technischen Aufrüstung (2,5 GeV Energie, 133 m Umfang) weiter zu betreiben. 2000 entschied man sich für Jordanien als Standort, 2002 wurde BESSY I dorthin verschifft. Das Gebäude wurde am 3. November 2008 eingeweiht. Am 14. Juli 2009 wurde zum ersten Mal ein Elektronenstrahl mit dem Mikrotron erzeugt. Das Mikrotron ist die letzte Beschleunigungsstufe vor dem Einschuss der Elektronen in das eigentliche Synchrotron. Der reguläre Betrieb der Anlage begann 2017. Beteiligte Länder sind Ägypten, Bahrain, Iran, Israel, Jordanien, Pakistan, die Palästinensischen Autonomiegebiete, die Türkei und Zypern. Am 22. November 2017 wurde erstmals monochromatische Röntgenstrahlung beobachtet.